# Menudas piezas
Menudas piezas és una pel·lícula espanyola de comèdia dirigida per Nacho G. Velilla, qui la va coescriure amb David S. Olives i Marta Sánchez. És protagonitzada per Alexandra Jiménez, María Adánez, Francesc Orella, Miguel Rellán, Alain Hernández, José Manuel Poga i Luis Callejo, al costat dels debutants Rocío Velayos, Pablo Louazel, Verónica Senra, Kiko Bena i Tuoxin Qiu. Es va estrenar en cinemes el 12 d'abril de 2024, de la mà de Paramount Pictures Spain.

## Trama
Després d'un traumàtic i inesperat divorci, la Candela (Alexandra Jiménez) perd el seu treball en un col·legi d'elit i ha de tornar al barri on va néixer. Intenta començar de zero i aconseguir una segona oportunitat, i comença a fer classes en el seu antic institut a estudiants amb problemes d'integració. El que no s'espera és que les classes d'escacs obren el miracle i aquestes ovelles negres aconsegueixen creure's per primera vegada en la seva vida que no són uns perdedors i que les coses poden canviar.

## Repartiment
- Alexandra Jiménez com a Candela
- María Adánez com a Virginia
- Francesc Orella com a Emilio
- Miguel Rellán com a Santiago
- Alain Hernández com a Lucas
- José Manuel Poga com a Germán
- Luis Callejo com a Lope
- Rocío Velayos com a Luna
- Pablo Louazel com a Diego
- Verónica Senra com a Iria
- Kiko Bena com a Keko
- Tuoxin Qiu com a Yao

## Producció
El desembre de 2022, en una entrevista concedida a El Periódico de Aragón, Nacho G. Velilla va comentar que preveia començar durant el primer semestre de 2023 el rodatge d'una comèdia social basada en fets reals ocorreguts a Saragossa, el guió dels quals hi havia coescrit amb David S. Olives (col·laborador habitual de Velilla) i Marta Sánchez. A l'abril de 2023, es va publicar que Velilla i l'equip de la pel·lícula estaven buscant localitzacions interiors i exteriors a Saragossa per al rodatge de la pel·lícula. El rodatge de la pel·lícula, finalment titulada Menudas piezas, va començar a la ciutat aragonesa a finals de juny de 2023, i a finals de juliol es va anunciar que havia acabat.

## Llançament i màrqueting
El 15 d'octubre de 2023, la distribuïdora Paramount Pictures Spain va programar l'estrena en cinemes d'Espanya de Menudas piezas per al 12 d'abril de 2024.
En la seva primera setmana, Menudas piezas es va estrenar en 340 cinemes, coincidint principalment amb les estrenes de Monkey Man, Le Dernier Jaguar i Love Lies Bleeding, entre altres cintes.